# Cá vàng Pompon

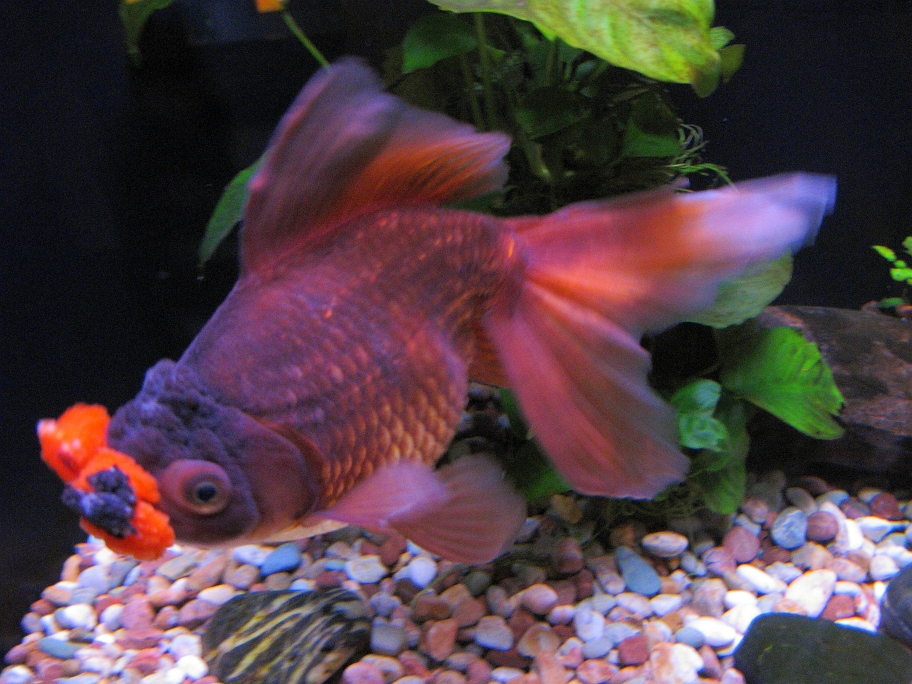
Cá vàng Pompon

Cá vàng Pompon là một giống cá vàng có nguồn gốc từ Nhật Bản và Trung Quốc, chúng có tên gọi khác là Velvety Ball Eggfish, và Cá vàng Hanafusa (tiếng Nhật Bản). Đây cũng là một giống cá vàng độc đáo và được ưa chuộng nuôi làm cá cảnh.

## Đặc điểm
Kích thước của chúng đến 25 cm. Chiều dài cơ thể 5,5 cm. Chiều cao bằng ½ chiều dài. Cá Pompon có cơ thể dạng trứng với hai ngù len phát triển trên mũi của chúng. Ngù phát triển đều ra hai bên. Đây là một giống cá đẹp trừ phần thịt thừa ngay trên mũi trông có phần không ăn nhập với cơ thể. Dẫu vậy đó cũng là một dấu hiệu riêng biệt độc đáo để nhận biết được giống cá này. Cá Pom-pom có một cục thịt dư mọc trước lỗ mũi mà khi phát triển hết cỡ trông như trái banh lông.
Pompon có một cặp vây đuôi, vây bụng, vây hậu môn và không có vây lưng. Màu sắc của chúng viền xanh dương với những mảng tím, đỏ, cam, vàng, nâu điểm đen. Màu sắc tươi sáng và lanh lợi. Vây đuôi phân chia rõ và chĩa ra. Giống như cá vàng ngọc trai, cá vàng pingpong là hai loài cá có bề ngoài rất giống nhau và dễ bị nhầm lẫn. Cá vàng ngọc trai khác với pingpong ở chỗ bướu trên đầu phát triển hơn như vương miện cài trên đầu. Bộ đuôi của cá ngọc trai cũng phát triển hơn cá ping pong.

## Tập tính
Tuổi thọ của giống cá vàng này có thể kéo dài từ 10-15 năm. Tập quán khi nuôi chúng thì đối với mỗi một con cá cần khoảng 30 gallon nước, người nuôi có thể bỏ sỏi hoặc đá sông, trang trí những cây thủy sinh. Nhiệt độ trong bể cá cần duy trì từ 18-23 °C. Tầng sống của chúng là ở tầng giữa. Thức ăn cho chúng nên luân phiên nhiều loại thức ăn khác nhau như thức ăn khô dạng miếng, viên, rau, tôm và trùn huyết.